# Latschenkopf (Jachenau)
Der Latschenkopf ist ein 1488 m ü. NHN hoher Gipfel in den Vorbergen südlich der Benediktenwand in den Bayerischen Voralpen.

## Alpinismus
Der weitgehend bewaldete Berg kann von der Jachenau über die Gopper-Alm und die Laichhansen-Alm oder von der Tutzinger Hütte über die Glaswandscharte, den Sattel zwischen Benediktenwand und Glaswand, die Tanner-Alm und die Erbhofer-Alm erreicht werden.